# 171396 Miguel
171396 Miguel è un asteroide della fascia principale. Scoperto nel 2006, presenta un'orbita caratterizzata da un semiasse maggiore pari a 2,3735591 UA e da un'eccentricità di 0,1497888, inclinata di 3,76288° rispetto all'eclittica.